# 一戸城
一戸城（いちのへじょう）は、岩手県二戸郡一戸町にあった日本の城。

## 概要
一戸城は戦国期の平山城で、糠部郡一戸に所在した。城郭は一戸町北部中央の馬淵川右岸、比高60メートルの台地上にあった。主要郭は南北に連続した段丘崖の高台部を利用した北館、八幡館、神明館、常念館の4つの郭で構成されていた。
現在は、「一戸公園」として整備されている。

## 構造
一戸城は、北から北館・八幡館・神明館・常念館などの曲輪で構成されている。
北館（東西130m×南北40m）、八幡館（東西130m×南北90m）、神明館（東西160m×南北80m）、常念館（東西30m×南北70m）を連郭式につなぎ、各郭間は自然の沢を利用した堀になっている。

## 歴史
一戸南部氏の居城で、築城は一戸南部氏の2代目南部義実によって、室町期の建長年間（1249年 - 1256年）とみられる。
天正9年（1581年）、城主の一戸兵部大輔政連父子は実弟の平館政包により殺害されて一戸氏の嫡流が滅亡し、一戸城には九戸政実の腹心の一戸図書が入ったが、南部信直は一戸城を攻め落とし、北主馬秀愛を城主として配した。
天正19年（1591年）、九戸政実の乱では籠城して九戸氏側の夜襲に耐え、乱の後は石井信助が城代となったが、天正20年（1592年）、「諸城破却書上」には「糠部郡之内 一戸 平城 破 信直抱 代官 石井新助」とあり、破却された。
昭和54年（1979年）以降、北館、八幡館、無名郭などが発掘調査されている。
長く北館が本丸とされてきたが、発掘調査の結果、神明館が主郭であることが分かった。